# Palivizumab
Palivizumab (Synagis, MedImmune) es un anticuerpo monoclonal producido por tecnología de ADN recombinante, utilizado para la prevención de la infección del virus sincitial respiratorio (VSR) en bebés de alto riesgo por prematuridad, enfermedad cardíaca congénita clínicamente significativa o displasia broncopulmonar.
Este anticuerpo monoclonal humanizado tipo IgG1 se dirige al epítopo del sitio antigénico A de la proteína de fusión (F) del VSR con lo que inhibe su entrada a la célula previniendo la infección. En dos ensayos clínicos de fase III en población pediátrica, Palivizumab reduce el riesgo de hospitalización por infección por VRS en un 55% y 45% en menores con cardiopatía congénita. Palivizumab se administra una vez al mes por vía intramuscular (IM) durante la estación de alta prevalencia del virus.

## Indicaciones
La indicación, según la ficha técnica, es la prevención de las enfermedades graves del tracto respiratorio inferior que requieren hospitalización, producidas por el VRS en niños con alto riesgo de enfermedad por VRS:
- Niños menores de 2 años de edad que hayan requerido tratamiento para la displasia broncopulmonar (DBP) durante los últimos 6 meses.
- Niños menores de 2 años de edad y con cardiopatía congénita hemodinámicamente significativa.
- Niños nacidos a las 35 semanas o menos de gestación y menores de 6 meses de edad al inicio de la estación de riesgo de infección por VRSH.

La Academia Americana de Pediatría (AAP) recomendó el uso de Palivizumab en 1998 con posterior revisión en 2003. La última modificación se hizo en el 2009, enfocándose principalmente en los nacidos entre las 32 y 35 semanas:
- Menores con displasia broncopulmonar.
- Menores con cardiopatía congénita.
- Menores de 32 semanas o menos de edad gestacional al nacimiento.
- Nacidos entre la 32 y 35 semanas de edad gestacional con uno de dos factores de riesgo para enfermedad severa: menores que acuden a guarderías o si viven permanentemente con niños menores de 5 años. Empezar dentro de los tres meses previos o durante el inicio de la estación de alta incidencia de VRSH, recibiendo un máximo de tres dosis o hasta alcanzar los 90 días de edad.

En España también se elaboraron recomendaciones el año 2000, 2002 y 2005 por el Comité de Estándares de la Sociedad Española de Neonatología (SEN):
Muy recomendable en:
1. Niños menores de 2 años afectados de enfermedad pulmonar crónica que han requerido tratamiento(suplementos de oxígeno, broncodilatadores, diuréticos o corticoides) en los 6 meses anteriores al inicio de la estación del VRS o que son dados de alta durante la misma (evidencia nivel I).
2. Niños menores de 2 años afectados de cardiopatía congénita con alteración hemodinámica significativa (en tratamiento por insuficiencia cardíaca, con hipertensión pulmonar moderada o grave o con hipoxemia) (evidencia nivel I).
3. Niños prematuros nacidos a las 28 semanas de gestación o menos que tengan 12 o menos meses de edad al inicio de la estación del VRS o dados de alta durante la misma (evidencia nivel I).
4. Niños prematuros nacidos entre las 29 y 32 semanas de gestación que tengan 6 o menos meses de edad al inicio de la estación del VRS o sean dados de alta durante la misma (evidencia nivel I).

Recomendable en:
1. Niños prematuros nacidos entre las 32 y 35 semanas de gestación y menores de 6 meses al comienzo de la estación o dados de alta durante la misma (evidencia nivel I) que presenten dos o más de los siguientes factores de riesgo (evidencia nivel II-1):
  1. Edad cronológica inferior a 10 semanas al comienzo de la estación.
  2. Ausencia de lactancia materna o de duración inferior a 2 meses (por indicación médica).
  3. Tener al menos un hermano en edad escolar(< 14 años)
  4. Asistencia a guardería.
  5. Antecedentes familiares de sibilancias.
  6. Condiciones de hacinamiento en el hogar (4 o más personas adultas).
  7. Malformaciones de vías aéreas o enfermedad neuromuscular.

Además existe una última recomendación el 2010 sobre estos recién nacidos entre la 32 y 35 semanas de edad gestacional,  basada en un estudio multicéntrico caso control llamado FLIP (Factors Linked to respiratory syncytial virus Infection in Premature infants)  y un estudio de cohortes llamado FLIP2, apoyados en un estudio sobre utilidad predictiva, concluyendo en esta última actualización en que se recomienda administrar Palivizumab en estos niños, si presentan dos criterios mayores o uno mayor y dos menores:
Criterios mayores:
- Edad cronológica inferior a 10 semanas al comienzo de la estación o nacer en las 10 primeras semanas de la misma.
- Tener al menos un hermano en edad escolar o de guardería o acudir a la misma.

Criterios menores:
- Antecedente de tabaquismo materno durante la gestación.
- sexo varón.